# Коптелово (Вологодская область)
Коптелово — деревня в Кадуйском районе Вологодской области.
Входит в состав городского поселения посёлок Кадуй, с точки зрения административно-территориального деления — в Чупринский сельсовет.
Расположена к западу от Кадуя, между деревнями Крюково и Ямышево.
По переписи 2002 года население — 2 человека.